# Domingo Santa Cruz
Domingo Santa Cruz Wilson (ur. 5 lipca 1899 w La Cruz, zm. 6 stycznia 1987 w Santiago) – chilijski kompozytor.

## Życiorys
Studiował prawo na Universidad de Chile i początkowo pracował jako dyplomata, w latach 1921–1924 był drugim sekretarzem chilijskiego przedstawicielstwa w Hiszpanii. Muzyki uczył się prywatnie u Enrique Soro w Santiago i Conrado del Campo w Madrycie. W 1917 roku założył chór wykonujący muzykę dawną, który prowadził do jego rozwiązania w 1932 roku. Wydawał czasopismo muzyczne „Marsyas”, założył też własną szkołę muzyczną. W latach 1928–1953 wykładał kompozycję w Conservatorio National w Santiago. W 1930 roku doprowadził do utworzenia wydziału sztuk pięknych na Universidad de Chile, w latach 1933–1951 i 1962–1968 pełnił funkcję jego dziekana. Swoją działalnością przyczynił się do rozwoju życia muzycznego w Chile. Zainicjował działalność wielu instytucji muzycznych, m.in. Asociación Nacional de Conciertos Sinfónicos.

## Twórczość
Twórczość kompozytorska Santa Cruza osadzona jest w idiomie neoklasycznym. Nawiązywał do muzyki okresu renesansu i baroku, stosował kunsztowną polifonię w stylu J.S. Bacha. Wpływy tradycyjne łączył z silnie schromatyzowaną melodyką, wykorzystywał także motywy zaczerpnięte z chilijskiego folkloru muzycznego.

## Wybrane kompozycje
(na podstawie materiałów źródłowych)

### Utwory orkiestrowe
- 5 piezas breves  na smyczki (1937)
- Variaciones na fortepian i orkiestrę (1943)
- Sinfonia concertante na flet, fortepian i smyczki (1945)
- Preludios dramáticos (1946)
- 4 symfonie (I na smyczki, czelestę i perkusję 1946 zrewid. 1970, II na smyczki 1948, III na kontralt i orkiestrę 1965, IV 1968)

### Utwory kameralne
- 3 kwartety smyczkowe (I 1930, II 1947, III 1959)
- Kwintet dęty (1960)

### Utwory wokalno-instrumentalne
- Cantata de los rios de Chile na chór i orkiestrę (1941)
- Egloga na sopran, chór i orkiestrę (1949)
- Endechas na tenora i 8 instrumentów (1957)
- Oratio Ieremiae prophetae na chór i orkiestrę (1970)